# Voleibol de praia nos Jogos Sul-Americanos
O voleibol de praia faz parte do programa esportivo dos Jogos Sul-Americanos desde a décima edição do evento, realizada em 2010, no Medellín., disputado a cada quatro anos.

## Eventos
| Eventos   | 10 | 14 | 18 | 22 |
| --------- | -- | -- | -- | -- |
| Masculino | •  | •  | •  | '  |
| Feminino  | •  | •  | •  | '  |